# Mont Vinaigre (Port-Cros)
Pour l’article homonyme, voir Mont Vinaigre (Esterel).
Le mont Vinaigre est un sommet de l'île de Port-Cros. Il culmine à 194 m d'altitude et est souvent considéré comme étant le point culminant de Port-Cros alors qu'il n'est que le deuxième sommet, car la montagne du Fortin de la Vigie culmine à 199 m d'altitude.

Carte de Port-Cros avec le mont Vinaigre dans le Sud-Ouest de l'île.